# Ду Цзяхао
Ду Цзяха́о (кит. упр. 杜家毫, пиньинь Dù Jiāháo, род. в июле 1955), с апреля 2013 года губернатор китайской пров. Хунань, кандидат в члены ЦК КПК с 2012 года.
Член КПК, кандидат в члены ЦК КПК 18 созыва.

## Биография
В 1983 году поступил на китайский факультет Восточно-Китайского педагогического университета, где учился парт-тайм и который окончил в 1988 году со степенью бакалавра литературы.
В 1995—98 годы учился парт-тайм в экономической магистратуре ЦПШ.
Степень МБА получил в 2007 году в Китайско-европейской международной бизнес-школе в Шанхае.
В 1999—2003 годах глава Янпуского, а в 2004—2007 годах — Пудунского райкомов КПК г. Шанхая.
До 2007 года работал в родном Шанхае.
С 2007 года вице-губернатор, с 2011 года замглавы парткома пров. Хэйлунцзян.
С марта 2013 года замглавы парткома и с апреля того же года губернатор пров. Хунань (Центральный Китай).
В 2017-м году делал визит в Республику Беларусь, с целью налаживания отношений. 